# Верниковский, Иван Антонович
 Иван (Ян) Антонович Верниковский  (1800—1864) — польский языковед, преподаватель древней истории и географии в Казанском и Харьковском университетах.

## Биография
Происходил из дворян Игуменского уезда Минской губернии. Окончил Мозырское уездное училище. В сентябре 1818 года поступил в Виленский университет, в котором в 1820 году был удостоен степени кандидата по этико-филологическому отделению и был принят в Педагогический институт при университете. Входил в тайное общество филаретов, по раскрытии которого стал одним из осужденных по этому делу; 14 августа 1824 года император Александр I подписал приговор: шестерым филаретам предстояло отправиться в ссылку в Казань, троих из них — О. Ковалевского, Ф. Кулаковского[уточнить] и И. Верниковского — приписали к штату Казанского университета для обучения восточным языкам:

За принадлежение к тайным обществам, существовавшим между студентами Виленского университета, по желанию его обучаться восточным языкам с намерением поступить в службу по иностранной коллегии переведен в Казанский университет под строгий присмотр со стороны нравственности…— Формулярный список 1845 г.
В 1825 году Верниковский был определён комнатным надзирателем при студентах; в 1827 году он был помощником инспектора студентов.
С 8 августа 1827 года стал преподавать в Казанской гимназии арабский и персидский языки; произведён в коллежские секретари со старшинством с 25 сентября 1828 года.
В 1830 году советом Казанского университета он был назначен репетитором словесного отделения и за обучение учеников Казанской гимназии древней истории и географии, также латинскому и французскому языкам в 1831 году получил благодарность от попечителя Казанского учебного округа. С 25 января 1832 года по высочайшему повелению утверждён в должности университетского преподавателя древней истории и географии, с освобождением с 22 января от установленного за ним надзора, а 4 сентября 1833 года от преподавания в университете уволен. От преподавания в Казанской гимназии он был уволен 19 сентября 1834 года из-за причастности к антиправительственной пропаганде. Был отправлен в ссылку в Вятку и с 13 марта 1837 года преподавал в Вятской гимназии французский язык.
По Высочайшему повелению 7 февраля 1838 года И. А. Верниковский был определён старшим учителем латинского языка в высших классах Симбирской гимназии. В 1839 году произведён в титулярные советники, в 1843 — в коллежские асессоры, с 1844 года — надворный советник. Был назначен инспектором, а затем директором (до 1857 года) Симбирской гимназии.

О Верниковском в «Былом и думах» упоминает Герцен как об ученом-ориенталисте, друге Мицкевича и Ковалевского. Из Вятки Верниковский перешел в Симбирскую гимназию, где был последовательно и долго учителем латинского языка, инспектором и директором. Верниковский умел, сохраняя импонирующее значение по отношению как к ученикам, так и к учителям, быть постоянно в живом общении с ними и пользовался уважением в обществе. Он был разнообразно образованный человек, что видно уже из того, что он мог быть и ориенталистом, и учителем французского и немецкого языков и даже преподавал в университете всеобщую историю
— Лебедев Л. К. Из воспоминаний: Симбир. гимназия, 1851—1854 гг. // Агринский А. С. Симбирская гимназия (1809—1909 гг.). — Симбирск, 1909. — С. 2—16
Преподавал в Харьковском университете.